# Écorché Vif
Pour plus de détails, voir Fiche technique et Distribution.
Écorché Vif (Skinned Deep) est un film américain réalisé par Gabe Bartalos, sorti en 2004.

## Synopsis
Une famille de monstre humain qui sont des meurtriers en série et cannibales.

## Fiche technique
- Genre : Comédie horrifique
- Classification : -12

## Distribution
- Forrest J. Ackerman : Forrey
- Eric Bennett : Phil Rockwell
- Karoline Brandt : Tina Rockwell
- Kurt Carley : un Général
- Warwick Davis : Plates
- Lee Kociela : Matthew Rockwell
- Linda Weinrib : Gloria Jean Rockwell
- Les Pollack : Jed
- Liz Little : Granny
- Jason Dugre : Brain
- Joel Harlow : Octobaby
- Jim O'Donoghue : The sheriff